# Colegiata de Santa María (Villafranca del Bierzo)
La colegiata de Santa María del Cluniaco, Coruniego o Cruñego sita en la localidad de Villafranca del Bierzo, en la comarca de El Bierzo (provincia de León, comunidad autónoma de Castilla y León, España) tuvo sus orígenes en un monasterio benedictino erigido en el siglo XII, con hospedería aneja para atender a los peregrinos franceses que pasaban por Villafranca del Bierzo, camino de Compostela. Los restos de esta antigua abadía se han perdido, ocultos por la colegiata moderna.
En 2015, en la aprobación por la Unesco de la ampliación del Camino de Santiago en España a «Caminos de Santiago de Compostela: Camino francés y Caminos del Norte de España», España envió como documentación un «Inventario Retrospectivo - Elementos Asociados» (Retrospective Inventory - Associated Components) en el que en el n.º 1886 figura la colegiata de Santa María.

## Descripción
La decadencia del monasterio comienza a principios del siglo XIV unida al declive de las peregrinaciones, y a principios del siglo XVI, si bien el monasterio sigue en pie, ha perdido todo su esplendor material y espiritual.
Por todo ello, en 1529, a instancias del entonces virrey de Nápoles, don Pedro de Toledo, la abadía de monjes se convierte en Colegiata de canónigos, procediéndose a su reedificación con pretensiones monumentalistas a la manera de las grandes basílicas romanas del Renacimiento.
La Colegiata estuvo gobernada por un abad mitrado y 24 canónigos, con unas 60 parroquias bajo su jurisdicción. A finales del siglo XIX se convirtió en parroquia de la Asunción, dentro del obispado de Astorga; funciones parroquiales y dependencias que persisten en la actualidad.
La Colegiata constituye una interesante muestra de la arquitectura berciana del siglo XVI, aunque su terminación se produzca doscientos años después.
El templo tiene planta de salón, con tres naves y cabecera poligonal de cinco lados iguales. El primer tramo es el crucero, que no sobresale en planta, pero sí en altura; el segundo con dos capillas laterales, que sobresalen en planta pero en alzada se quedan a mitad de altura de las naves laterales, en el centro del segundo tramo encuadrado por cuatro grandes pilares, se encuentra el coro capitular. El primitivo proyecto contemplaba cinco tramos, pero los dos últimos no llegaron a construirse, quedando así un templo desproporcionado.
En su interior, el templo destaca por la gran variedad de las cubiertas que van desde la bóveda poligonal con nervios de la capilla mayor, hasta las bóvedas de crucería estrelladas más o menos complicadas que cubren la sacristía, y capillas, la cúpula sobre pechinas coronada por linterna y nervatura radial, en la parte central del crucero, y la del coro radial con circunferencia en medio.
La torre tiene varios cuerpos cúbicos, con óculos en el centro, el superior octogonal con cuatro huecos de arco de medio punto entre pilastras para las campanas, por encima del cual se levanta un pequeño templete con ocho huecos, rematando el conjunto aguja y pequeña esfera.
Originalmente se trataba de un monasterio de la orden de Cluny, donado (entre otros) por la Reina Doña Urraca I de León a dicha orden en 1110. Se conserva el documento en el que el abad Hugo de Cluny le agradece a Doña Urraca estas donaciones en nombre de la casa borgoñesa.
Los cluniacenses impulsaron el rito romano. Durante el pontificado de Gregorio VII, el reino de León se relacionó con la Santa Sede a través de los legados, principalmente el Cardenal legado de Marsella, quien representaba al papa en el reino de León.
Doña Urraca recibió ayuda militar de Borgoña en sus campañas. Los monjes de Cluny daban acogida a los peregrinos que hacían el Camino de Santiago, mientras que a partir de 1118 los caballeros de la orden del Temple de Hugo de Payens y Godofredo de Saint- Adhemar les ofrecían protección en su caminar.